# عبد الحميد شهلول
عبد الحميد شهول لاعب كرة قدم جزائري من مواليد21 جوان 1980 من مواليد مدينة غليزان نشط في العديد من الفرق الجزائرية

## مسيرة كروية
نشط اللاعب حميد شهلول في العديد من الفرق الجزائرية من اتحاد سيدي الشحمي وترجي مستغانم وبصم لمسته في فريق اتحاد البليدة الذي برز معه في 05 سنوات من 2003 إلى 2008 وانتقل لنصر حسينثم وفاق القل وصفاء خميس مليانة'